# Долно Крушево
Вижте пояснителната страница за други значения на Крушево.
Долно Крушево (на гръцки: Κάτω Κερδύλια, Като Кердилия или Κάτω Κερδύλιο, Като Кердилио, до 1927 година Κάτω Κρούσοβον, Като Крусовон) е историческо село в Егейска Македония, Гърция, на територията на дем Амфиполи, област Централна Македония.

## География
Селото е било разположено в източните склонове на Орсовата планина (Кердилия).

## История

### Античност
На върха Градишко в Орсовата планина са останките от античния град Кердилия.

### В Османската империя
В края на XIX век Долно Крушево (Като Крусово) е малко село в Сярска каза на Османската империя. Гръцка статистика от 1866 година показва Крусова (Κρούσοβα) като село със 100 жители турци.
Александър Синве ("Les Grecs de l’Empire Ottoman. Etude Statistique et Ethnographique"), който се основава на гръцки данни, в 1878 година пише, че в Като Крушово (Kato-Krouchiovo) живеят 296 гърци.
Според „Етнография на вилаетите Адрианопол, Монастир и Салоника“, издадена в Константинопол в 1878 година и отразяваща статистиката на населението от 1873, Като Крушово (Kato Krouchovo) има 63 домакинства със 75 жители мюсюлмани и 90 гърци.
В 1889 година Стефан Веркович („Топографическо-этнографическій очеркъ Македоніи“) пише за селото:
| „ | Долно Крушово е село със смесено население; отстои на половин час от предишното; 1 църква, 1 училище; жителите са гърци и турци коняри; отстои на 9 и половина часа от Сяр. | “ |

В 1891 година Георги Стрезов пише за селото:
| „ | Долно Крушево, село разположено над един баир при Орфанския залив. От Сяр на Ю 10 часа. От Вряста на СИ 4 часа. Местоположението на Долно Крушово е от прекрасните; от тук се вижда морето, цялото Сярско поле и езерото Тахинос. Към Ю. И. е манастирчето св. Димитър, светогорски метох. 30 къщи гърци; гръцка църква. | “ |

Към 1900 година според статистиката на Васил Кънчов („Македония. Етнография и статистика“), населението на Долно Крушево е 300 жители гърци.

### В Гърция
В 1913 година селото попада в Гърция след Междусъюзническата война в 1913 година. В 1927 година е прекръстено на Като Кердилион.
В 1941 година германски окупационни части избиват мирното население на Горно и Долно Крушево и опожаряват селищата.
Църквите „Свети Георги и Свети Рафаил“ и „Свети Безсребреници“ в Долно Крушево са единствените оцелели сгради в селото.

## Личности
Родени в Долно Крушево
- Панайотис Хупис, гръцки революционер